# São Luís
För andra betydelser, se São Luís (olika betydelser).
São Luís är en stad och kommun i nordöstra Brasilien, och är huvudstad i delstaten Maranhão. São Luís är en av fyra kommuner på ön Upaon-açu, som är belägen i deltat där floderna Pindaré och Itapecuru möts och mynnar ut i Atlanten. Folkmängden uppgår till cirka 1 miljon invånare.
Staden är en hamnstad med textilindustri och sockertillverkning. I São Luís ligger Maranhãos federala universitet. Varje år i juni firar man Bumba-meu-boifestivalen.

## Historia
Ursprungligen var staden en av Tupinambástammens byar. De första européerna som kom hit var fransmän som anlände 1612 och avsåg att göra byn till en fransk koloni. De bytte samma år namn på byn till São Luís efter helgonet Ludvig IX av Frankrike som en hyllning till deras dåvarande kung Ludvig XIII av Frankrike. São Luís intogs först av holländarna och senare 1648 av portugiserna. Den är den enda delstatshuvudstaden i landet som inte har grundats av portugiser.
1989 startade man ett stort program för att återställa och renovera byggnaderna i den gamla stadskärnan från kolonialtiden, Reviver. 1997 blev därför denna del av staden klassad som världsarv.

## Befolkningsutveckling
| Område          | Areal (km²)   | Invånarantal 1 augusti 2000 | Invånarantal 1 augusti 2010 | Invånarantal 1 juli 2014 |
| --------------- | ------------- | --------------------------- | --------------------------- | ------------------------ |
| Storstadsområde | 2 898,94      | 1 091 979                   | 1 331 181                   | 1 403 111                |
| Kommun          | 834,79        | 870 028                     | 1 014 837                   | 1 064 197                |
| Centralort      | Ingen uppgift | 837 584                     | 958 522                     | Ingen uppgift            |

Storstadsområdet, Região Metropolitana Grande São Luís, består av São Luís, de tre övriga kommunerna på ön Upaon-açu (Paço do Lumiar, Raposa och São José de Ribamar), samt kommunen Alcântara på fastlandet.